# Panasonic Solar Ark
Solar Ark est un bâtiment construit par l'entreprise japonaise Sanyo — rachetée depuis par Panasonic — pour promouvoir son savoir-faire dans le domaine de l'énergie solaire.

## Présentation
Inaugurée le 1er avril 2002 à Anpachi, dans la préfecture de Gifu, cette structure en forme d'arche de 315 m de large sur 37,10 m de haut s'apparente à une arche « embarquant pour un voyage à travers le XXIe siècle ». Le complexe abrite un musée, un centre de recherche ainsi qu'un parc permettant aux enfants de découvrir de manière ludique le principe de l'énergie solaire.
Les 5 046 panneaux solaires implantés sur les deux façades de la structure en font l'un des plus grands bâtiments solaires au monde.